# Jennette McCurdy
Jennette Michelle Faye McCurdy (Long Beach, Califòrnia; 26 de juny de 1992) és una actriu, cantant i compositora nord-americana, coneguda per protagonitzar les sèries de Nickelodeon, iCarly i Sam & Cat en el paper de Sam Puckett. També ha participat des de la seva infància en diversos programes com Victorious, True Jackson, VP, Will & Grace, Strong Medicine, Zoey 101, Law & Order: Special Victims Unit, Malcolm in the Middle, Judging Amy i Medium, entre d'altres.
El 17 de maig de 2012 Nickelodeon va anunciar que iCarly seria cancel·lada, i es va informar que Jennette protagonitzaria una nova sèrie anomenada Sam & Cat, al costat d'Ariana Grande. Més tard, va produir la seva pròpia sèrie web amb el títol de What's Next for Sarah?. A partir de 2015, protagonitza la nova sèrie de Netflix anomenada Between, interpretant Wiley Day.

## Vida personal
Jennette McCurdy va néixer a Long Beach, Califòrnia, justament després que la seva mare es recuperés de càncer de mama. Però quinze anys després la seva mare va tornar a emmalaltir i aquesta vegada de més d'un càncer. La mare es va recuperar, i a ella li va dedicar la seva cançó Not That Far Away, ja que, com diu la lletra, per poder seguir la seva carrera professional McCurdy va haver de distanciar-se de la mare. A més va escriure un article en honor d'ella anomenat "Fora de la càmera, la lluita de la meva mama contra el càncer", que va publicar en el Wall Street Journal l'11 de juny de 2011.
El 20 de setembre de 2013 la seva mare va morir.
Ariana Grande li va enviar suport per Twitter i Jennette li va respondre agraint-li: "Gràcies per estar al meu costat i mostrar molt respecte a la meva mama". I va escriure després "t'estimo més del que sempre saps". Els commovedors tuits entre Ariana Grande i Jennette va tenir lloc davant dels seguidors, que més tard van seguir el seu exemple per Twitter.
Al febrer del 2014, es van filtrar imatges íntimes de McCurdy per Internet, la qual cosa va ocasionar que Nickelodeon ordenés a la producció de Sam & Cat aturar els enregistraments i després van cancel·lar la sèrie.
Després que morís, el 2017 McCurdy va retirar-se de la interpretació i el 2022 va llançar l'autobiografia I'm Glad My Mom Died, en què va detallar l'abús físic, emocional i sexual que va patir per part de sa mare tota la vida.

## Carrera

### Actuacions
Va començar la seva carrera el 2000 a l'edat de 8 anys, amb el seu amic d'infància David Quiroz en MADtv.
Des de llavors ha aparegut en diverses sèries de televisió incloent-hi CSI: Crime Scene Investigation, Malcolm in the Middle, Lincoln Heights, Will & Grace, Zoey 101, True Jackson VP, Law and Order SVU, Medium, Judging Amy, The Inside, Karen Sisco, Over There i Close to Home.
El 2003 va tenir l'oportunitat d'actuar amb la seva inspiració amb Harrison Ford, a la pel·lícula Hollywood Homicide. El 2005 va ser nominada al premi de Young Artist Awards a Millor Actriu Jove Convidada en Una Sèrie de Televisió per la seva participació en Strong Medicine com Hailey Campos. També ha aparegut en diversos anuncis i comercials, com un per a la companyia de telèfons mòbils Sprint i un altre comercial de seguretat en viatges carreters. Últimament s'ha convertit en la veu de la línia de roba de la gossetafFrancesa Rebecca Bonbon.
Des de l'inici de 2007 va començar a actuar a Nickelodeon, en la sèrie de televisió, iCarly, al costat de Miranda Cosgrove, Nathan Kress i Jerry Trainor, com Sam Puckett. La sèrie es va estrenar al setembre de 2007 obtenint bona acceptació pel públic del canal. El 2008 i 2009 va ser de nou nominada per al premi de Young Artist Awards pel seu treball a iCarly. El 2010 va aparèixer a la sèrie True Jackson VP en el paper de Pinky Turzo amiga/enemiga
de True Jackson (Keke Palmer), també va fer el personatge de Bertha a Fred: The Movie, encara que no la van triar i va ser succeïda per Daniella Monet, una pel·lícula de la celebritat de YouTube, Fred Figglehorn. El 2011 va protagonitzar la pel·lícula Best Player al costat de Jerry Trainor.
L'agost de 2012, es va saber que McCurdy tindria una sèrie a Nickelodeon anomenada Sam and Cat, una sèrie derivada de iCarly i Victorious. És feta pel mateix creador d'ambdues sèries, Dan Schneider, i és protagonitzada per Sam Puckett (Jennette McCurdy) i Cat Valentine (Ariana Grande), dues noies que es converteixen en millors amigues i companyes. Elles estimen la llibertat i independència, però aviat s'adonen que la diversió i l'aventura no és barata. En comptes de rebre feina després de l'escola tradicional, Sam i Cat es converteixen en empresàries adolescents per iniciar el seu propi negoci de cuidadores de nens.
El 2013, Jennette va coprotagonitzar la pel·lícula original de Nickelodeon, Swindle, amb Noah Crawford, Ariana Grande, Ciara Bravo, Noah Munck i Chris O'Neal entre d'altres. Va ser estrenada a l'agost de 2013.
El 2014, Sam & Cat va ser cancel·lada i mesos després Jennette va ser seleccionada per protagonitzar Between una sèrie de suspens de televisió produïda per City TV I Netflix. Aquesta sèrie, ambientada a la ciutat fictícia de Pretty Lake, narra la història d'un poble assotat per un virus desconegut, que s'activa amb el rellotge biològic humà, matant a totes les persones majors de 22 anys. La sèrie va debutar el 2015 al Canadà i mundialment a través de Netflix, companyia que, a causa del seu èxit, va decidir renovar per una segona temporada, la qual va ser estrenada al juliol de 2016.
El 2015, Jennette va confirmar per Twitter, que estava treballant en una nova pel·lícula anomenada Pet, que s'havia d'estrenar el 2016.

### Música

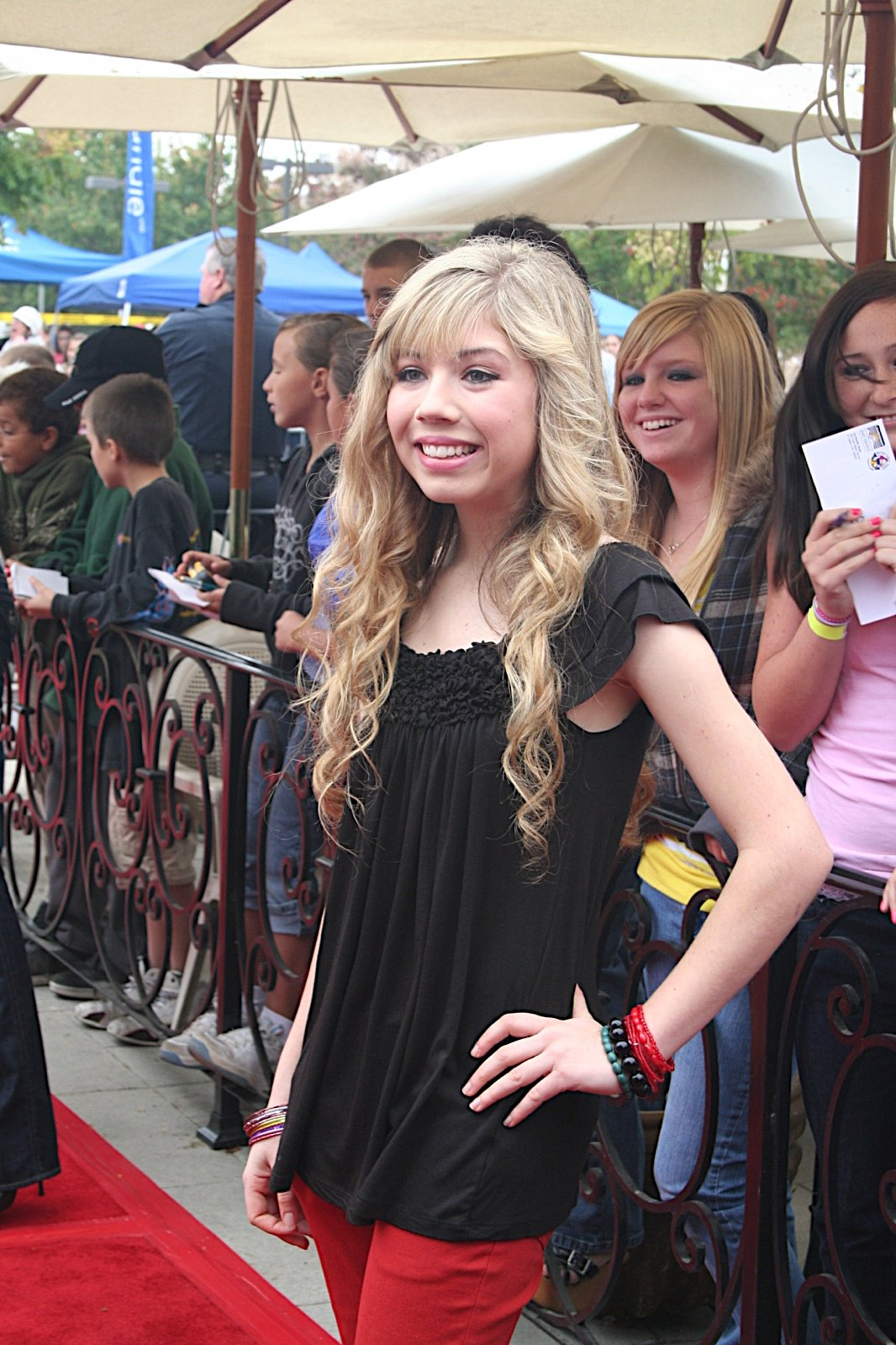
Jennette McCurdy en 2008.

El juny de 2008, va anunciar al seu web que estava treballant en el seu àlbum de debut. El seu primer senzill, Sota Close, va ser publicat el 10 de març de 2009. El seu segon senzill es va publicar el 19 de maig. La cançó va ser publicada en honor del recentment mort amic de Jennette, Cody Waters, que va morir a l'edat de 9 anys de càncer cerebral, i el 20 % del recaptat el va donar a la fundació de Cody Waters. Ella va conèixer a Cody Waters a través de St. Jude Children's Research Hospital. Després que el senzill Sota Close fos publicat al març de 2009, McCurdy va anunicar que el seu àlbum de debut es publicaria el 30 de juny de 2009. Quan el juny va acabar, cap àlbum havia estat publicat i el 6 de juliol del 2009, McCurdy va anunciar que havia signat un contracte amb Capitol Records Nashville.
El 16 d'abril del 2010, mostres de cançons seleccionades del següent àlbum Country de Jennette van ser revelades al públic. Les cançons van ser "Not That Far Away", "Never Let Me Down", "Break Your Heart", "Better", "Stronger", i "Put Your Arms Around Someone". Les cançons van ser publicades en l'ordre en el qual els fans van votar perquè fos el primer senzill de McCurdy. "Not That Far Away" va guanyar i es va publicar el 24 de maig del 2010 i a iTunes l'1 de juliol. Ella va publicar un àlbum "EP" a l'agost de 2010 en el qual va afegir noves cançons, com "Stronger", "Put Your Arms Around Someone", "Break Your Heart" i "Em with You". Una altra cançó seva, "Stronger", es va publicar després a NOW That's What I Call Music! Vol. 35 el 31 d'agost del 2010.
Jennette va llançar digitalment el seu nou senzill Generation Love, el 15 de març de 2011, inclòs en el seu àlbum debut que va sortir a la venda el 5 de juny de 2012.

## Filantropia
McCurdy dona suport a la Fundació Cody Waters. És activa en campanyes com el Fons Mundial per a la Naturalesa, el rescat de nens soldats (Invisible Children Inc.) i el Saint Jude Childrens Research Hospital. McCurdy va fer un anunci de servei públic per Safe Kids dels EUA, que és transmès sovint per Nickelodeon i Teen Nick.
McCurdy actualment treballa com a ambaixadora StarPower de Starlight Children's Foundation, animant altres joves a comprometre el seu temps, energia i recursos per ajudar altres nens i treballar amb Starlight per il·luminar la vida dels nens greument malalts.

## Filmografia
| Pel·lícules | Pel·lícules            | Pel·lícules              | Pel·lícules                                                 |
| Any         | Pel·lícula             | Personatge               | Notes                                                       |
| ----------- | ---------------------- | ------------------------ | ----------------------------------------------------------- |
| 2001        | Shadow Fury            | Anna Markov              | Personatge Secundari                                        |
| 2002        | My Daughter's Tears    | Mary Fields              | Protagonista                                                |
| 2003        | Hollywood Homicide     | Van Family Daughter      | Personatge Secundari                                        |
| 2003        | Taylor Simmons         | Amanda Simmons           | Protagonista                                                |
| 2004        | Breaking Dawn          | The Little Girl          | Personatge Secundari                                        |
| 2004        | Tiger Cruise           | Kiley Dolan              | Personatge Secundari, Pel·lícula Original de Disney Channel |
| 2005        | See Anthony Run        | Lucy                     | Curtmetratge                                                |
| 2006        | Against Type           | Meredith                 | Pel·lícula de TV                                            |
| 2007        | The Last Day of Summer | Dory Sorenson            | Co-protagonista, Pel·lícula Original de Nickelodeon         |
| 2008        | iCarly al Japó         | Sam Puckett              | Co-protagonista, Nickelodeon                                |
| 2009        | Minor Details          | Mia                      | Vilana Principal, Disney                                    |
| 2010        | Fred: The Movie        | Bertha Lupershow         | Co-protagonista, Pel·lícula Original de Nickelodeon         |
| 2011        | Best Player            | Chris "Prodigy" Saunders | Protagonista, Pel·lícula Original de Nickelodeon            |
| 2011        | The Goree Girls        | Billie Crow              |                                                             |
| 2011        | Festa Amb Victorious   | Sam Puckett              | Co-protagonista, Nickelodeon                                |
| 2011        | Floquet de Neu         | Petunia (Veu)            | Doblatge                                                    |
| 2012        | L'Era Del Gel 4        | Rori                     | Pel·lícula de cinemes                                       |
| 2013        | Swindle                | Savannah Drysdale        | Protagonista, Pel·lícula Original de Nickelodeon            |
| 2015        | Almost Heroes 3D       | Sue (Veu)                | Pre-Producció                                               |
| 2016        | Pet                    | Claire                   | Protagonista, Pre-Producció                                 |

| Televisió    | Televisió                    | Televisió                     | Televisió                                                     |
| Any          | Sèrie                        | Personatge                    | Notes                                                         |
| ------------ | ---------------------------- | ----------------------------- | ------------------------------------------------------------- |
| 2000         | MADtv                        | Cassidy Gifford               | Convidada (Temporada 6, episodi 1)                            |
| 2002         | C.S.I.                       | Jackie Trent                  | "Cats in the Cradle" (Temporada 2, episodi 20)                |
| 2003         | Malcolm in the Middle        | Daisy                         | "If Boys Were Girls" (Temporada 4: episodi 10)                |
| 2004         | Karen Sisco                  | Josie Boyle                   | "No One's Girl" (Temporada 1, episodi 9)                      |
| 2004         | Strong Medicine              | Hailey Campos                 | "Selective Breeding" (Temporada 5, episodi 14)                |
| 2005         | Law & Order: S.V.O.          | Holly Purcell                 | "Contagious" (Temporada 6, episodi 11)                        |
| 2005         | Medium                       | Sara Crewson                  | "Coded" (Temporada 1, episodi 9)                              |
| 2005         | Judging Amy                  | Amber Reid                    | "My Name is Amy Gray" (Temporada 6, episodi 22)               |
| 2005         | The Inside                   | Madison St. Clair             | "Everything Nice" (Temporada 1, episodi 4)                    |
| 2005         | Over There                   | Lynne                         | "Situation Normal" (Temporada 1, episodi 8)                   |
| 2005         | Malcolm in the Middle        | Penelope                      | "Buseys Take a Hostage" (Temporada 6: episodi 21)             |
| 2005         | Zoey 101                     | Trisha Kirby                  | "Noia Dolenta" (Temporada 2, episodi 5)                       |
| 2006         | Will & Grace                 | Lisa                          | "Von Trapped" (Temporada 8, episodi 10)                       |
| 2006         | Close to Home                | Stacy Johnson                 | "Fuita" (Temporada 1, episodi 16)                             |
| 2007         | Lincoln Heights              | Beckie                        | Recurrent, 3 episodis                                         |
| 2007-2012    | iCarly                       | Sam Puckett / Melanie Puckett | Co-Protagonista                                               |
| 2009-2010    | True Jackson, VP             | Pinky Turzo                   | Personatge Recurrent                                          |
| 2009         | The Ellen Degeneris Xou      | Ella mateixa                  | Convidada                                                     |
| 2010         | BrainSurge                   | Ella mateixa                  | 5 episodis                                                    |
| 2010         | The Penguins of Madagascar   | Becky                         | "Badger Pride" (Temporada 2, episodi 23)                      |
| 2010         | 7 Secrets                    | Ella mateixa                  | "7 Secrets with Miranda Cosgrove"                             |
| 2010         | Glenn Martin, DDS            | Mazy (Veu)                    | "Courney's Pony" (Temporada 2, episodi 16)                    |
| 2010         | The Cleveland Xou            | Chica #1 (Veu)                | "Little Man on Campus" (Temporada 2, episodi 5)               |
| 2010         | Big Time Rush                | Fan                           | "Big Time Concert" (Temporada 1: episodis 19-20)              |
| 2011         | Cupcake Wars                 | Ella mateixa                  | "Jennette McCurdy Country Cupcakes" (Temporada 3, episodi 13) |
| 2011         | Una nit amb...               | Ella mateixa / Sam Puckett    | Especial d'entrevistes "Una nit amb iCarly"                   |
| 2012         | Victorious                   | Ponnie / Fawn                 | "Crazy Ponnie" (Temporada 3, episodi 12)                      |
| 2012         | Buckett & Skinner            | Devon                         | "Epic Break-ups" (Temporada 1, episodis 17-18)                |
| 2012         | Figure It Out                | Ella mateixa                  | Panelista, 4 episodis                                         |
| 2012         | Camp Orange: Girls VS Boys   | Ella mateixa                  | Co-Amfitriona                                                 |
| 2012-2014    | You Gotta See This           | Ella Mateixa                  | 3 episodis                                                    |
| 2013         | Ben and Kate                 | Bethany                       | "Gone Fishin" (Temporada 1, episodi 14)                       |
| 2013         | Late Night with Jimmy Fallon | Ella mateixa                  | Convidada (Temporada 5, episodi 91)                           |
| 2013         | TeenNick: HALO Awards        | Ella mateixa                  | Amfitriona                                                    |
| 2013-2014    | Sam & Cat                    | Sam Puckett / Melanie Puckett | Protagonista                                                  |
| 2014         | Una nit amb...               | Ella mateixa / Sam Puckett    | Especial d'entrevistes "Una nit amb Sam & Cat"                |
| 2014         | The Birthday Boys            | Kendra Taylor                 | "Love Date Hump" (Temporada 2, episodi 5)                     |
| 2015         | The Penguins of Madagascar   | Becky                         | "Tunnel of Love" (Temporada 3, episodi 29)                    |
| 2015         | Comedy Bang! Bang!           | Allie Dawson                  | "Simon Helberg Wears a Sky Blue Button Down and Jeans"        |
| 2015         | The Tonight Xou              | Ella mateixa                  | "David Spade/Jennette McCurdy/ASAP Rock"                      |
| 2015         | Robot Chicken                | TBA                           | Veu                                                           |
| 2015-present | Between                      | Wiley Day                     | Protagonista, sèrie de City TV-Netflix                        |

## Web
| Sèrie | Sèrie                                                     | Sèrie         | Sèrie                                        |
| Any   | Sèrie                                                     | Personatge    | Notes                                        |
| ----- | --------------------------------------------------------- | ------------- | -------------------------------------------- |
| 2007  | iCarly: Webisodios                                        | Sam Puckett   | Co-Protagonista                              |
| 2014  | Wath's Next for Sarah                                     | Sarah Bronson | Protagonista, creadora, productora executiva |
| 2015  | Between the Lines: Pretty Lake High - Yearbook Assignment | Wiley         |                                              |

## Premis i nominacions
| Any  | Nominació                    | Categoria                                                                                  | Treball                | Resultat   |
| ---- | ---------------------------- | ------------------------------------------------------------------------------------------ | ---------------------- | ---------- |
| 2005 | Young Artist Awards          | Millor Actuació en Una Sèrie de Televisió - Actriu Jove Convidada                          | Strong Medicine        | Nominada   |
| 2008 | Young Artist Awards          | Millor Actuació en Una Pel·lícula de TV, Miniserie o Especial - Actriu Jove de Repartiment | The Last Day of Summer | Nominada   |
| 2008 | Young Artist Awards          | Millor Actuació en Una Sèrie de TV - Actriu Jove de Repartiment                            | iCarly                 | Nominada   |
| 2009 | Young Artist Awards          | Millor Actuació en Una Sèrie de TV (Comèdia o Drama) - Actriu Jove de Repartiment          | iCarly                 | Nominada   |
| 2009 | Teen Choice Awards           | Millor TV: Company                                                                         | iCarly                 | Nominada   |
| 2011 | Kids Choice Awards           | Company de TV Favorit                                                                      | iCarly                 | Guanyadora |
| 2011 | Teen Choice Awards           | Millor TV: Escena Femenina                                                                 | iCarly                 | Nominada   |
| 2011 | Teen Choice Awards           | Millor Música: Artista Femenina del País                                                   | Ella mateixa           | Nominada   |
| 2011 | Meus Prêmios Nick Brasil     | Personatge Més Divertit                                                                    | iCarly                 | Guanyadora |
| 2012 | Kids Choice Awards           | Company de TV Favorit                                                                      | iCarly                 | Guanyadora |
| 2013 | Kids Choice Awards Austràlia | Estel de Nick Austràlia favorita                                                           | iCarly                 | Nominada   |
| 2013 | Meus Prêmios Nick Brasil     | Personatge de TV favorit                                                                   | iCarly                 | Nominada   |
| 2014 | Kids Choice Awards           | Actriu de TV favorita                                                                      | Sam & Cat              | nominada   |